# Шотт-ель-Ходна
Шотт-ель-Ходна (араб. شط الحضنة) — мілке солоне озеро на півночі Алжиру. Озеро розташоване в межах безстічного басейну у гірському масиві Ходна, що у східній частині Верхнього Плато гір Тель-Атлас. Шотт-ель-Ходна має у своєму складі сезонні солонуваті озера і болота. Центральна частина озера характеризується повною відсутністю рослинності.

Розташування озера на мапі провінцій Сміла та Батна

Дослідник J. Despois вважає, що Шотт-ель-Ходна не є шотом, а себхою.

## Екологія
Область навколо озера забезпечує існування для деяких зникаючих видів, таких як газель Кюв'є, качка мармурова і різні види дрохв, а також місцевих видів риб. Шотт-ель-Ходна оголошена охоронною територією згідно Рамсарської конвенції від 2 лютого 2001 року.